# Stazione Zoologica Anton Dohrn

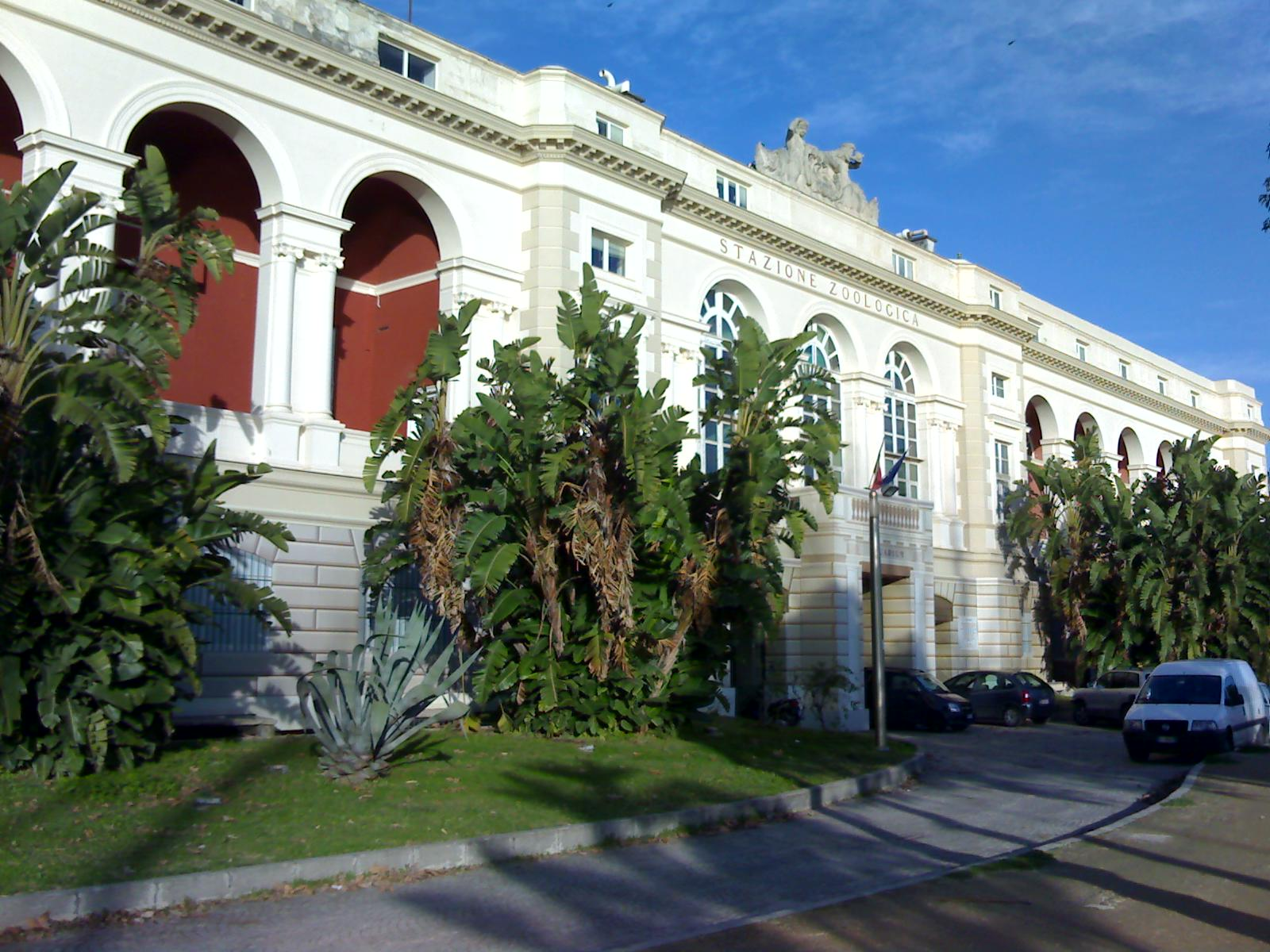
Stazione Zoologica Anton Dohrn in Napels

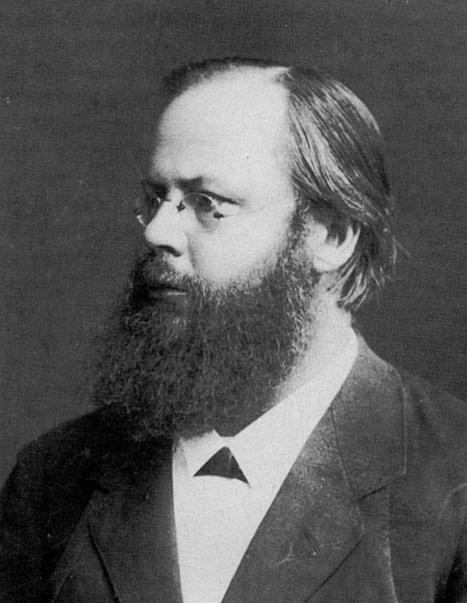
Anton Dohrn, marien bioloog

Stazione Zoologica Anton Dohrn is een onderzoeksinstituut voor mariene biologie in Napels, Zuid-Italië, vernoemd naar de Duitse evolutiebioloog Anton Dohrn (1840-1909), die het instituut in 1872 vestigde en als eerste directeur diende.
Het aquarium, dat sinds de 19e eeuw openstaat voor het publiek, is het oudste van Italië. Het bevindt zich in het stadspark Villa comunale.

## Geschiedenis
Dohrn studeerde biologie en medicijnen aan verschillende universiteiten in Duitsland. Dit deed hij met weinig enthousiasme. Dit sloeg om tijdens een studieverblijf aan de universiteit van Jena (1862). Ernst Haeckel bracht hem de evolutietheorie van Charles Darwin bij. Dohrn werd een fervente aanhanger van de evolutietheorie. Hij wilde het toepassen op zeedieren. Dohrn behaalde een doctoraat in de biologie aan de universiteit van Breslau in 1865.
Hij speelde met het idee een private instelling op te richten waar onderzoekers zeedieren bestudeerden. Tijdens een prospectiereis in Messina was hij niet overtuigd van de leefbaarheid van het project. Hij verkoos Napels als plek voor zijn instituut. De reden was de aanwezigheid van duizenden toeristen per jaar; de toeristen zouden via entreekaartjes aan het aquarium een blijvende bron van inkomsten verzekeren. Napels ging hem bovendien meer internationale contacten opleveren dan Messina. Voor Dohrn was het concept onderzoekstafel belangrijk. Dit wil zeggen dat een pas aangekomen onderzoeker van mariene biologie een onderzoekstafel kreeg. Hij kon meteen aan de slag gaan met reagentia en ander laboratoriummateriaal. De onderzoeker had rond de onderzoekstafel mogelijkheden om mede-onderzoekers te ontmoeten en een bibliotheek te consulteren. Via persoonlijke contacten met Carl Zeiss kocht hij microscopen aan.
In 1872 stond het instituut voor mariene biologie klaar. Het omvatte alle onderzoeksdomeinen voor zeedieren van die tijd: systematische biologie, fysiologie en biochemie. De evolutietheorie van Darwin bleef de leidraad van het onderzoek. Dohrn was de eerste directeur. De problemen bij aanvang waren niet min: zoektocht naar boeken en prenten; aankoop van laboratoriumuitrusting; laboratoriumpersoneel aanwerven.
Het instituut opende in 1873 de deuren van het aquarium voor het grote publiek. Het toonde de fauna en de flora van de Middellandse Zee. Het was het eerste aquarium in Italië dat open stond voor het publiek.
In 1875 vond de officiële plechtigheid plaats, waarbij het Instituut voor Mariene Biologie in de kijker stond van de stad Napels en de Italiaanse pers. Burgemeester-senator Antonio Winspeare sprak de openingsrede. Het aquarium werd vrij snel een succes. Toeristen in Napels trokken naar het aquarium, waar onderzoekers van het instituut instonden voor de vulgariserende uitleg. Dohrn sloot contracten met diverse universiteiten in Italië en Duitsland om fondsen te werven voor zijn onderzoekers. Het Instituut realiseerde meerdere wetenschappelijke publicaties, waaronder handboeken.
Bij zijn overlijden in 1909 schonk Dohrn zijn boekencollectie aan de bibliotheek van het instituut.
In de jaren 1980 werd het Ministerie van Universitair onderwijs en Onderzoek in Rome de eigenaar van het instituut, dat tot die tijd een privé-instituut was geweest.

## 19e-eeuwse prenten

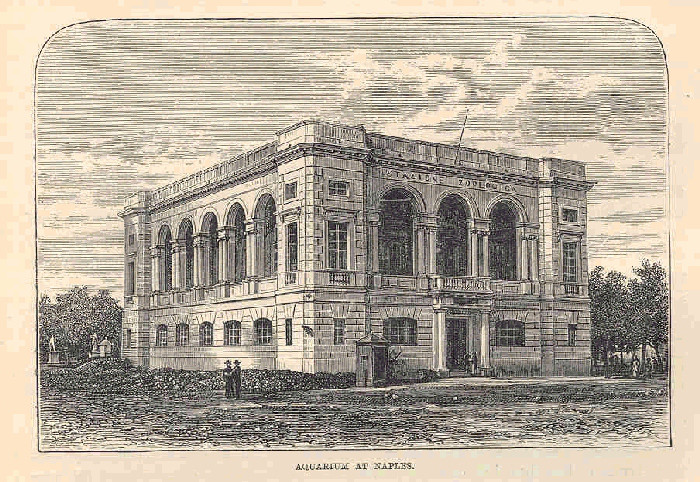
Bij de officiële opening
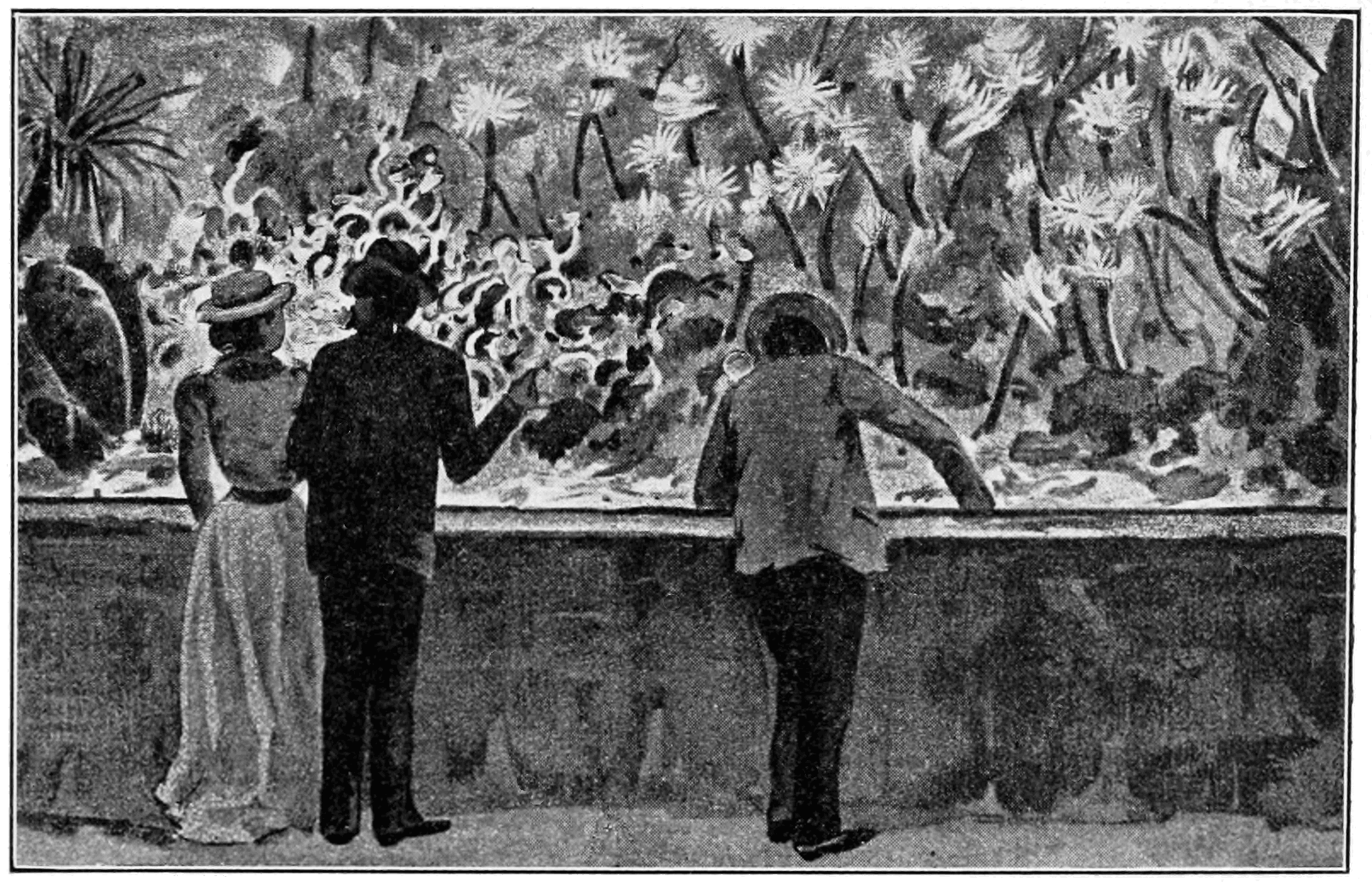
Bezoekers bij het aquarium
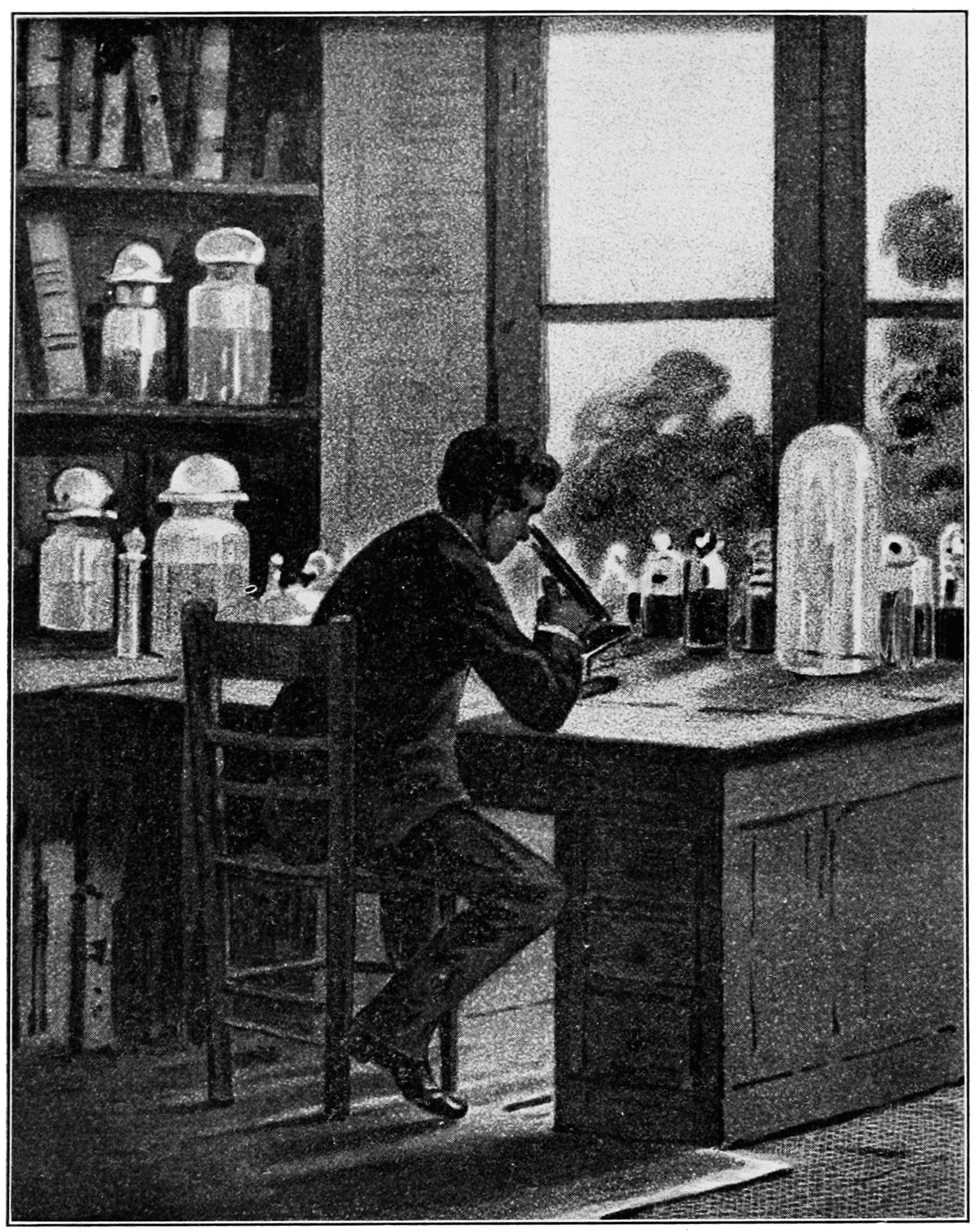
Onderzoekstafel
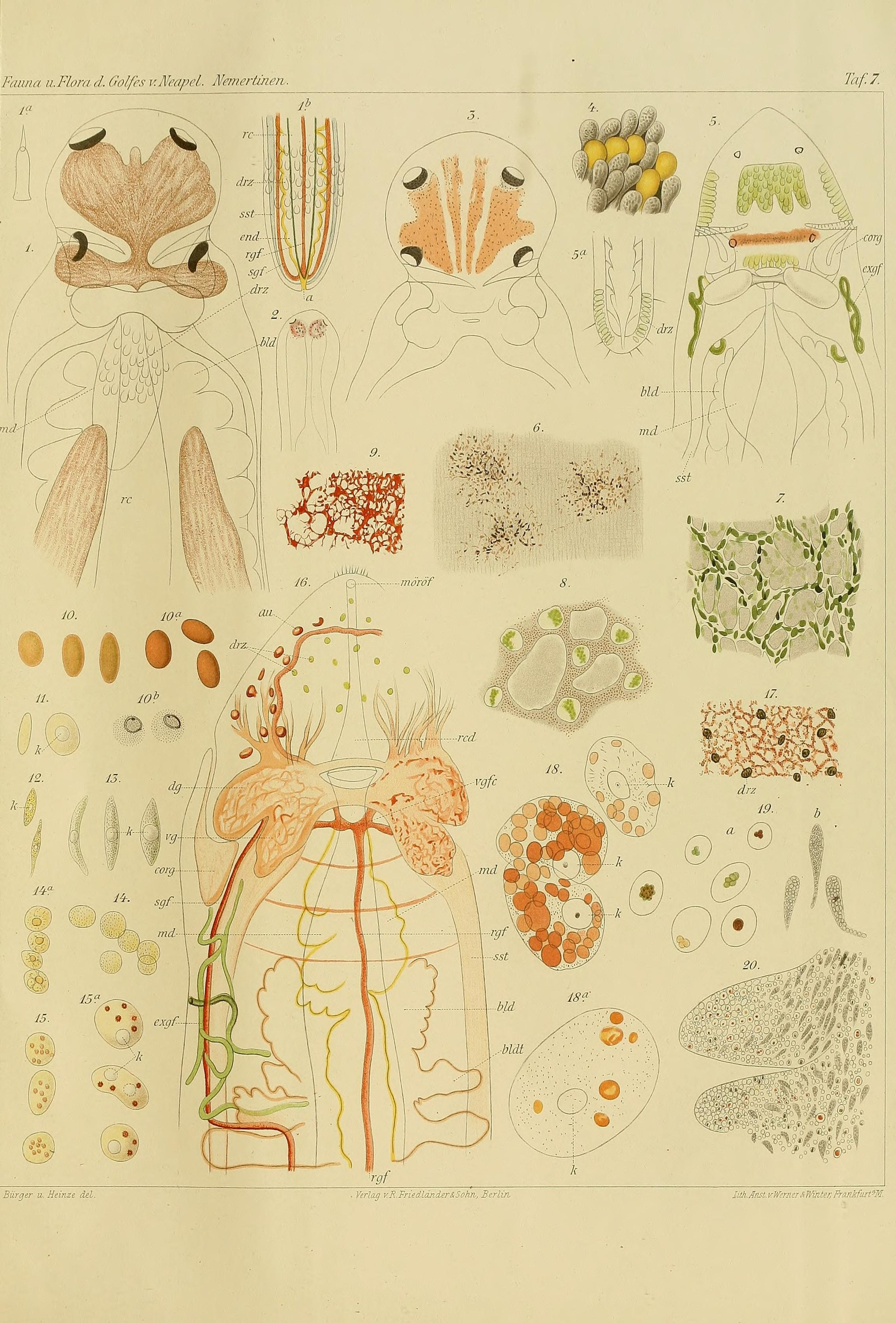
Prent uit een publicatie